# エンリコ・ベルリンゲル
エンリコ・ベルリングェル（Don Enrico Berlinguer [enˈriko berliŋˈɡwɛr] 発音を聞く、1922年5月25日 - 1984年6月11日）は、イタリアの政治家。イタリア共産党（Partito Comunista Italiano/PCI）第5代目書記長（共産党の書記長の要職）を歴任した。「ベルリンゲル」と表記されることもある。

## 概要

### 生い立ち
1922年にイタリア南部のサルデーニャ島のサッサリの貴族、マリオ・ベルリングエルの長男として生まれる。後にイタリア大統領となるフランチェスコ・コッシガのいとこに当たる。なお貴族の長男のため、ドン・エンリコと呼ばれることもあった。

### 反ファシスト運動
ベニート・ムッソリーニ率いるファシスト党がイタリアを支配していた1937年に、地元のサルデーニャ島の反ファシスト運動組織に身を投じた。

### イタリア共産党
その後ムッソリーニが第二次世界大戦に枢軸国として参戦したものの、連合国に降伏し失脚した1943年にイタリア共産党に入党した。
その後共産党の最高指導者を長く勤めたパルミーロ・トリアッティを父親から紹介され、1944年には連合国軍により解放されたサルデーニャ島の党組織を任されるものの、第二次世界大戦終結後の1946年には書記長となったトリアッティにローマの党本部に招かれ、イタリア共産党の中枢を占める一員となる。
その後は、共産主義がその存在を否定する貴族の家柄にもかかわらず党内で頭角をあらわし、1957年には世界民主主義青年連盟の会長に就任するなど要職を歴任し、度々ソビエト連邦のモスクワを訪れた。

### 歴史的妥協政策
1972年にイタリア共産党書記長に就任した。その後1984年までの12年間にわたり書記長を務める。書記長就任後間もない1973年10月には、当時のイタリアの与党であり、共産主義がその存在を否定するキリスト教を教条とするキリスト教民主主義との協力路線を打ち出し、「歴史的妥協政策」による連立政権の樹立を図る事となる。
その後イタリア共産党は得票数を伸ばし、中央政界から地方に至るまで躍進する原動力となったものの、冷戦下のイタリアにおいてカトリック教会から労働組合、さらに、ユーゴスラビアなどの社会主義国と隣接するイタリアにおける「容共政権」の成立を嫌ったアメリカ合衆国の意を受けた右派に至るまで様々な勢力による思惑、利権が入り混じったことから結局成功しなかった。

### ユーロコミュニズム

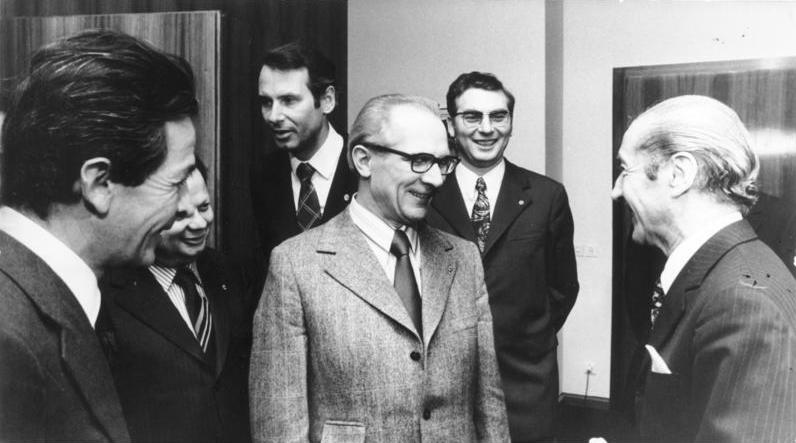
東ドイツ訪問時にエーリッヒ・ホーネッカーと会談するベルリングエル（左端）

イタリア共産党の指導者を務めた1970年代から1980年代にかけては、アルマンド・コスッタ元委員長を筆頭とした党内の急進派の反対を押しのけて、プロレタリア独裁を放棄し、ソ連型社会主義と決別するいわゆる「ユーロコミュニズム」路線を推し進めた。これにより近隣諸国のみならず世界各国から高い人気を得た。
さらに、1980年に行われたソビエト連邦のアフガニスタン侵攻を公然と批判するなど独自の外交を進めたほか、当時レオニード・ブレジネフ書記長体制下で硬直化したソビエト連邦と一線を画す方針を取り、冷戦下の西側ヨーロッパにおいて高い評価を受けた。
また、ユーロコミュニズム路線の一環として、同じ民主主義国のスペイン共産党のサンティアゴ・カリージョ書記長や、フランス共産党のジョルジュ・マルシェ書記長など、近隣の西側諸国の共産党との連携を推し進めた。
これらの既存の共産主義政党の枠を超えた活動を推し進めた結果、イタリア国内におけるPCIへの支持を伸ばし、ボローニャやフィレンツェなどの大都市の首長の座をPCIが占めただけでなく、国会の議席も急増するなどPCIの躍進の原動力となり、その現実的な主張と手腕は国際的にも高い評価を受けた。

### 死去
1984年6月に、イタリア共産党の書記長として遊説先のパドヴァで演説中に脳内出血を起こし壇上に倒れ、病院に運ばれ治療を受けたものの3日後に死去した。葬儀の際には党関係者のみならず多くの人々がその死を悼み、党派を超えて数十万人が参列したといわれており、極右で共産党と敵対しているネオ・ファシスト系のイタリア社会運動（MSI）の創設者で指導者であるジョルジョ・アルミランテも参列したことは注目を集めた。
なお、ベルリンゲルが倒れる前から勢いが少しずつ低下していた共産党は、ベルリンゲルの死後その人気が急速に低下し、冷戦終結後の1991年2月に党名を「左翼民主党」と改め、社会民主主義の潮流に加わることになる。

## 逸話
- 「ユーロコミュニズムの旗手」として共産主義国のみならず、民主主義国でも高い評価を受けた。
- その温和なルックスから女性を中心に高い人気を誇り、その高い人気に併せ、貴族の家柄の出身であることから「プリンス」と称され人気が高かった。
- また、貴族であることから「ドン・エンリコ」とも呼ばれた。
- 共産党幹部時代から、マスコミのインタビューを受けないことで知られていた。

## 文献

### 著書
- 『先進国革命と歴史的妥協』（大津真作訳、合同出版、1979年7月）